# IZArc
IZArc est un logiciel de compression de données, créé par le programmeur bulgare Ivan Zahariev, distribué gratuitement et compatible Windows et iOS. Cette alternative gratuite à WinZip supporte une très large variété de formats, dont les plus couramment utilisés tel que zip, rar, gzip (GNU Zip), bzip2, et 7z.
IZArc a été traduit dans plus de 40 langues dont le français.

## Caractéristiques Principales
IZarc a pour nom les initiales du programmeur Ivan Zahariev suivi du format pionnier ARC (format de fichier), de la manière dont Phil Katz avait créé ses logiciels PKarc et PKZIP.
- gratuit
- interface graphique aboutie
- supporte le "Glisser-déposer"
- intégration dans le menu contextuel windows
- supporte le chiffrement AES 256 bits
- possibilité de créer des archives auto-extractibles

## Formats supportés
(pour la version 3.7)
- Formats supportés à la compression et à la décompression :

7-ZIP, BH, BZA, BZ2, CAB, TAR, JAR, LHA, GZ, ZIP, YZ1
- Formats supportés uniquement à la décompression :

A, ACE, ARC, ARJ, B64, BIN, C2D, CDI, CAB, CPIO, DEB, ENC, GCA, GZA, HA, IMG, ISO, LIB, LZH, MBF, MDF, MIM, NRG, PAK, PDI, PK3, RAR, RPM, TAZ, TBZ, TGZ, TZ, UUE, WAR, XXE, Z, ZOO